# Abrigo de la Paridera de Tormón
El abrigo de la Paridera de Tormón es un lugar arqueológico situado en Tormón, municipio de la provincia de Teruel (Comunidad Autónoma de Aragón, España).
Pertenece al conjunto de abrigos rupestres del «Prado de Tormón», del parque Cultural de Albarracín, declarado Patrimonio de la Humanidad por la UNESCO (1998) (ref. 874.644)

## Historia

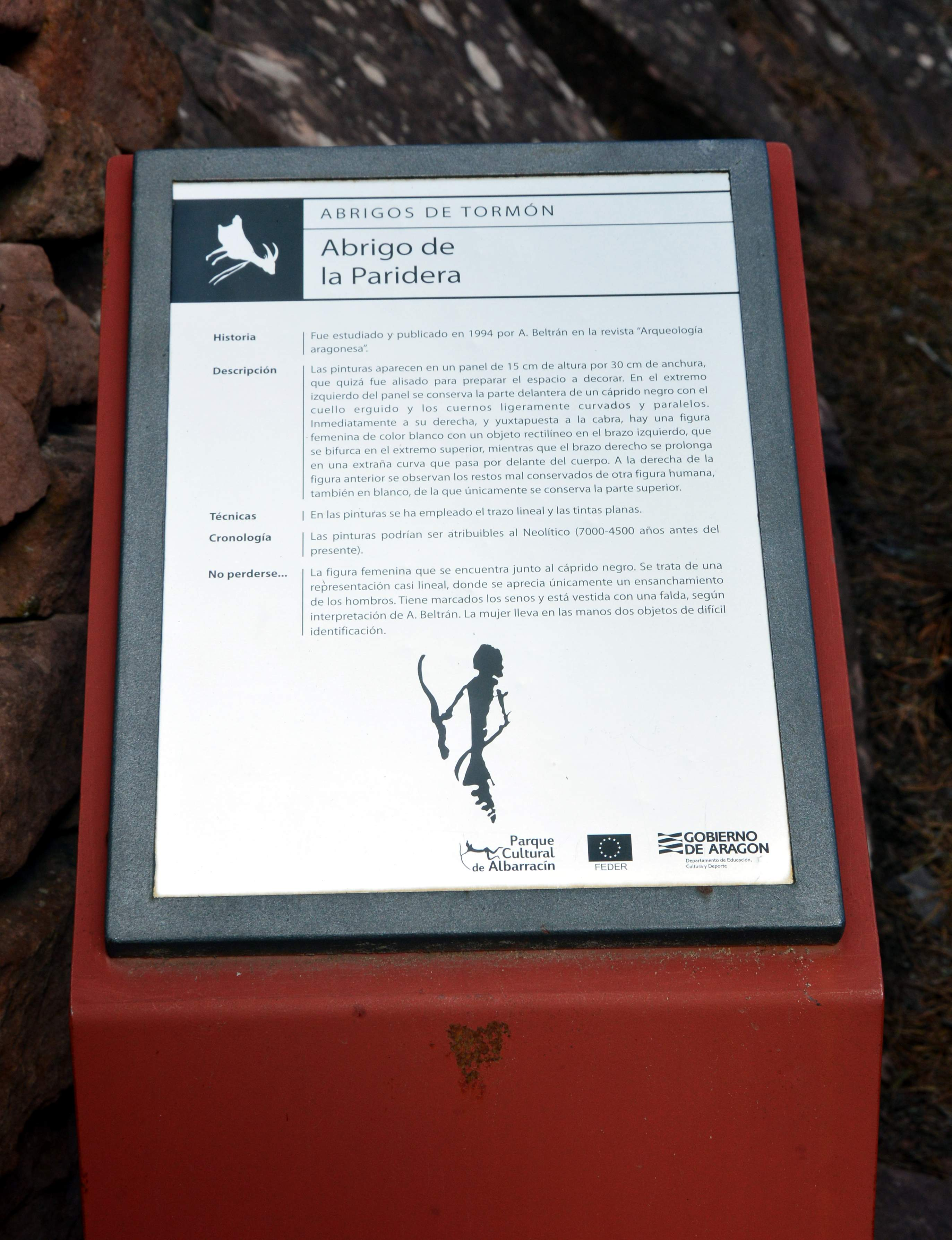
Detalle de panel en el Abrigo de la Paridera de Tormón, Parque Cultural de Albarracín (2018).

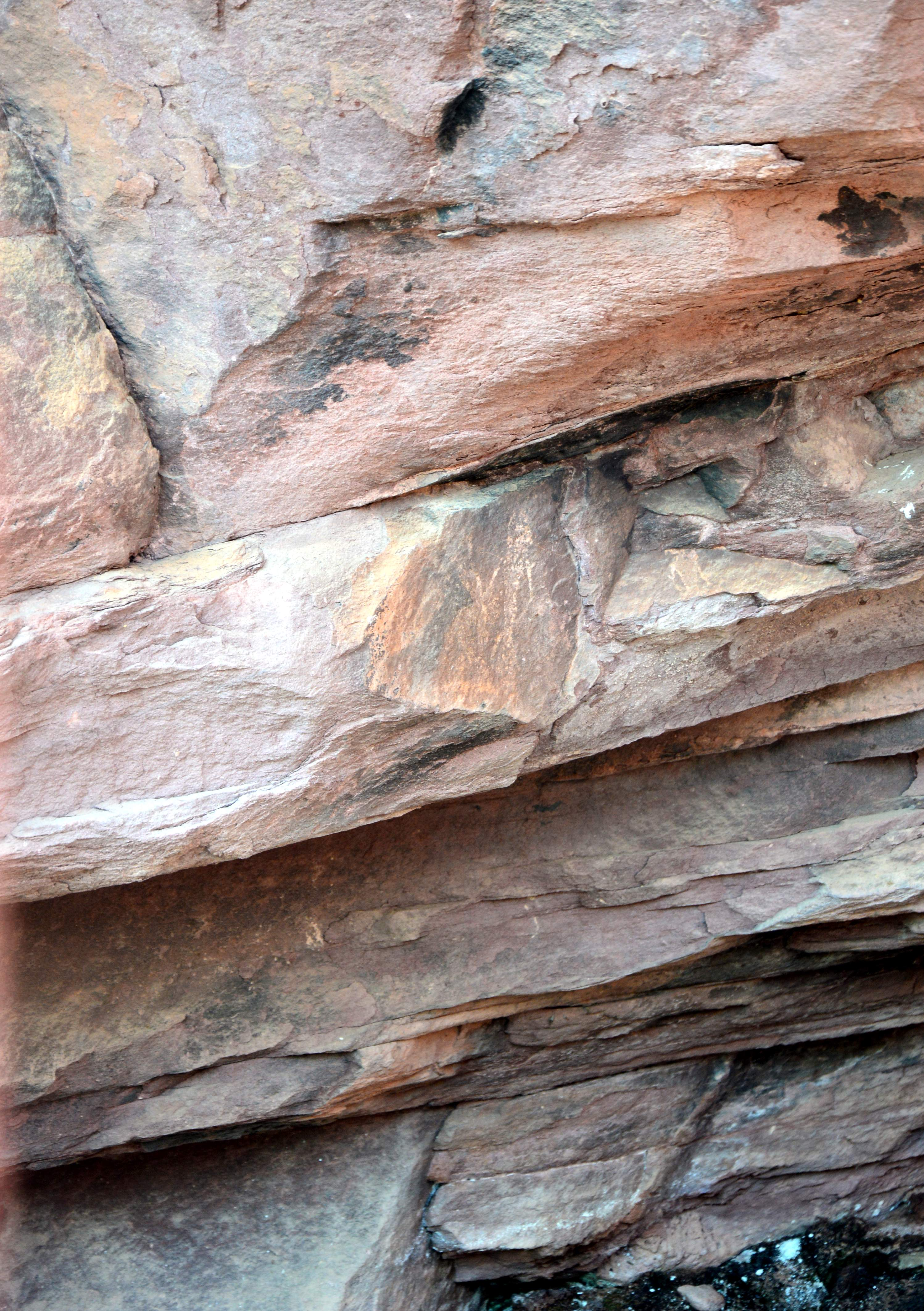
Detalle del friso decorado en el abrigo de la Paridera de Tormón, Parque Cultural de Albarracín (2018).

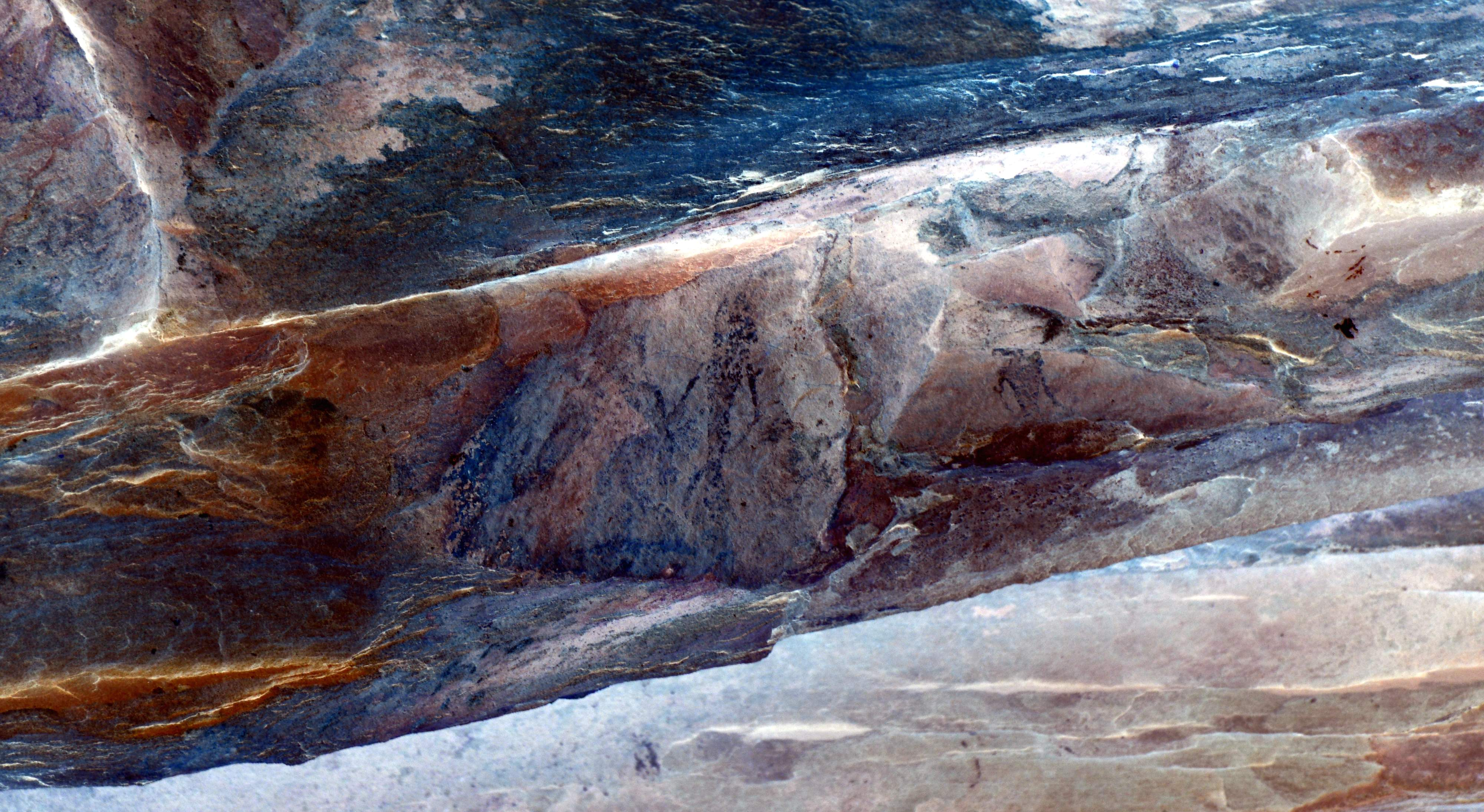
Detalle de friso decorado en el Abrigo de la Paridera de Tormón (tratamiento digital: negativo), Parque Cultural de Albarracín (2018).

Las pinturas de este abrigo fueron descubiertas por Julián Sáez, guarda-guía de las pinturas del Parque Cultural de Albarracín en el verano de 1996. Catalogado y documentado por los servicios técnicos de la Dirección General de Cultura y Patrimonio del Gobierno de Aragón. Hasta el presente se ha realizado una sola campaña en este abrigo, dirigida por el profesor Antonio Beltrán Martínez (1997).-

## Ubicación y descripción
Se halla a escasos metros por debajo del Abrigo de las Cabras Blancas, en la vertiente occidental del conjunto de abrigos del Prado de Tormón. El abrigo que da cobijo al panel decorado se halla en una «cerrada» o paridera que sirvió de cobijo a ganados en tiempos subactuales, covacha circundada por un muro de piedra y protegida por una visera rocosa. El panel decorado se halla en un resalte de la pared, ocupando un pequeño espacio (30 cm ancho x 15 cm alto). En el friso decorado se han hallado tres motivos –dos figuras antropomorfas (presuntamente femeninas) pintadas en blanco junto a un zoomorfo (cáprido) pintado en negro-:
- Motivo 1: figura zoomorfa (cáprido) mirando a la derecha y pintada en negro (10,5 cm de alto x 9.2 cm de longitud), de la que solo se conserva la parte anterior: cabeza, cuello, parte del lomo y del pecho. La cabeza posee forma triangular, luce cuernos curvados hacia atrás y una oreja. La Sin embargo, los cuartos traseros del animal, así como las patas no se han conservado o no fueron pintadas.

- Motivo 2: figura antropomorfa (posiblemente una mujer), pintada en blanco (14,4 cm de altura x 7,7 cm de longitud), se halla a la derecha del cáprido (Motivo 1). Aspecto estilizado, morfología lineal en la parte inferior con un ensanchamiento en la superior, correspondiente a los hombros (arranque de los brazos). Cabeza alargada con cabello largo, según la descripción inicial «llevaría prendidos unos adornos o pendientes».[4] Brazos finos, en el brazo izquierdo (según el observador) portaría un objeto alargado (rectilíneo), que se bifurca en la parte superior (bidente), identificado como un posible bumerán. En el brazo derecho (según el observador) portaría otro objeto curvado que pasa por delante del cuerpo, a la altura de la cintura. Se ha interpretado que la figura porta un vestido (falda), de ahí su relación con lo femenino. Con todo, «la mala conservación de la parte inferior de la figura impide realizar precisiones que permitan aseverar la identificación del motivo como femenino».[6]

- Motivo 3: figura antropomorfa a la derecha del Motivo 2, pintada en blanco y mal conservada (4 cm de alto x 3 mm de grosos del brazo), asimismo identificada como femenina. Solo es posible ver la parte superior del cuerpo (de forma triangular). La imagen ha perdido la cabeza, parte del cuerpo y las extremidades inferiores. Los brazos se conserva parcialmente, el izquierdo (según el observador) flexionado, mientras que el derecho aparece extendido y hacia abajo.[7]

## Técnicas pictóricas
Trazo lineal y tintas planas en dos colores, blanco y negro.

## Estilo
Levantino muy naturalista.

## Cronología
Neolítico (entre 7000-5000 años antes del presente).

## Información
Para la visita de los abrigos rupestres de Tormón resulta aconsejable la utilización de una «Guía Didáctica» –Sendero por el Arte Rupestre de Tormón (2017)-: editada por el Ayuntamiento de Tormón, en colaboración con la Dirección General de Cultura y Patrimonio del Gobierno de Aragón.-